# Günter Wehrmann
Günter Wehrmann (* 3. Juli 1948 in Bremen; † 29. August 2010 in Kalkutta, Indien) war ein deutscher Diplomat.
Nach dem Studium der Politikwissenschaften an der FU Berlin, der London School of Economics and Political Science und der University of Strathclyde in Glasgow, das er mit den akademischen Graden „Diplom-Politologe“ und „Master of Science“ abschloss, arbeitete er u. a. im Wissenschaftszentrum Berlin. Als Student war er Volontär beim ZDF und der BBC.
Nach dem Eintritt in den Auswärtigen Dienst 1978 folgten Verwendungen am Generalkonsulat in Chennai/Indien, am German Information Center in New York sowie am Generalkonsulat in Boston. Im Auswärtigen Amt war er u. a. Mitarbeiter im Referat für die USA, in der Kulturabteilung, in der Wirtschaftsabteilung sowie im Referat für Umweltfragen.
Bis 2001 war er Leiter eines Referats für Informationstechnologie im Auswärtigen Amt. Vor seinem Einsatz als Generalkonsul war er von 2001 bis August 2005 Stellvertretender Generalkonsul der Bundesrepublik Deutschland in Boston.
Von August 2005 bis zu seinem Tod war Wehrmann Generalkonsul der Bundesrepublik Deutschland in Kalkutta. Der Amtsbezirk umfasst die indischen Bundesstaaten Westbengalen, Bihar, Jharkhand, Orissa und Assam, Arunachal Pradesh, Manipur, Meghalaya, Mizoram, Nagaland und Tripura.